# Bathycrinus australis
Bathycrinus australis är en sjöliljeart som beskrevs av A.H. Clark 1907. Bathycrinus australis ingår i släktet Bathycrinus och familjen djuphavssjöliljor. Inga underarter finns listade i Catalogue of Life.